# Філоновська
Філоновська (рос. Филоновская) — станиця у Новоаннінському районі Волгоградської області Російської Федерації.
Населення становить 1227 осіб. Входить до складу муніципального утворення Филоновське сільське поселення.

## Історія
Станиця розташована у межах українського історичного та культурного регіону Жовтий Клин.
Згідно із законом від 21 грудня 2004 року № 970-ОД органом місцевого самоврядування є Филоновське сільське поселення.

## Населення
| 2010 |
| ---- |
| 1227 |